# ワカテンザン
ワカテンザン（Waka Tenzan、1979年4月13日 - 不明）は、日本の競走馬、種牡馬。主な勝ち鞍は1982年のきさらぎ賞。
半弟に、中央競馬のち笠松で活躍したワカオライデンがいる。

## 経歴

### 競走馬時代
1981年11月の新馬戦で、小谷内秀夫を鞍上に初出走し4着に敗れるも次週の新馬戦から中京3歳Sと連勝し3戦2勝でこの年を終えた。
翌1982年はシンザン記念2着の後にきさらぎ賞を勝ち、その後スプリングSも2着として一躍クラシック戦線に名乗りを挙げるも結局これが唯一の重賞勝利であり最後の勝利となった。皐月賞はアズマハンターの2着、NHK杯5着を挟み日本ダービーもバンブーアトラスの2着となった。休養を挟んで秋は京都新聞杯3着、菊花賞と有馬記念は何れも7着、クラシックシーズンは9戦1勝ながら春のみで3歳牡馬クラシック2つを含めた重賞2着が4度あった。
5歳となった1983年は初戦の金杯(西)で2着とするもその後は精彩を欠き、続く日経新春杯は6着、休養明けのドパーズSでは小島貞博に乗り替わり5着、再び小谷内に戻った京阪杯では3着に入るも2度目の有馬記念では5着に敗れ5戦0勝、この年は条件戦も含め1勝も出来なかった。
6歳の1984年は日経新春杯で4着、京都記念で11着となった後、武邦彦に乗り替わるも5着となった鳴尾記念を最後に通算戦績20戦3勝で引退、この年は3戦0勝だった。20戦の内、5着に敗れた1983年のドパーズSとラストランとなった1984年の鳴尾記念以外の18戦は全て小谷内が手綱を取った。

### 引退後
種牡馬になってから目覚ましい活躍をした半弟のワカオライデンとは異なり、種牡馬としては種付け相手に恵まれず1994年3月20日に用途変更となるまでに血統登録された産駒は55頭に過ぎなかったが数少ない産駒の中から上山競馬ではムラノワカテンが1989年に地方重賞である上山紅葉賞で2着、中央競馬では同じく1989年にワカノフジがシンザン記念に出走するなどした。用途変更後は消息不明。

## 主な戦績
- 1981年
  - 1着 - 中京3歳S
- 1982年
  - 1着 - きさらぎ賞
  - 2着 - 皐月賞、東京優駿、シンザン記念、スプリングS
  - 3着 - 京都新聞杯
- 1983年
  - 2着 - 金杯(西)
  - 3着 - 京阪杯

## 血統表
| ワカテンザンの血統                    | ワカテンザンの血統               | ワカテンザンの血統     | （血統表の出典）       | （血統表の出典） |
| 父系                                  | トウルビヨン系                   | トウルビヨン系         | トウルビヨン系         | [ § 2 ]          |
| 父 *マイスワロー My Swallow 1968 鹿毛 | 父の父Le Levanstell 1957 鹿毛    | Le Lavandou            | Djebel                 | Djebel           |
| 父 *マイスワロー My Swallow 1968 鹿毛 | 父の父Le Levanstell 1957 鹿毛    | Le Lavandou            | Lavande                |                  |
| 父 *マイスワロー My Swallow 1968 鹿毛 | 父の父Le Levanstell 1957 鹿毛    | Stella's Sister        | Ballyogan              | Ballyogan        |
| 父 *マイスワロー My Swallow 1968 鹿毛 | 父の父Le Levanstell 1957 鹿毛    | Stella's Sister        | My Aid                 |                  |
| 父 *マイスワロー My Swallow 1968 鹿毛 | 父の母Darrigle 1960 鹿毛         | Vilmoray               | Vilmorin               | Vilmorin         |
| 父 *マイスワロー My Swallow 1968 鹿毛 | 父の母Darrigle 1960 鹿毛         | Vilmoray               | Iverley Way            |                  |
| 父 *マイスワロー My Swallow 1968 鹿毛 | 父の母Darrigle 1960 鹿毛         | Dollar Help            | Falls of Clyde         | Falls of Clyde   |
| 父 *マイスワロー My Swallow 1968 鹿毛 | 父の母Darrigle 1960 鹿毛         | Dollar Help            | Dollar Crisis          |                  |
| 母 オキワカ 1972 栗毛                 | 母の父*リマンド Remand 1965 栗毛 | Alcide                 | Alycidon               | Alycidon         |
| 母 オキワカ 1972 栗毛                 | 母の父*リマンド Remand 1965 栗毛 | Alcide                 | Chenille               |                  |
| 母 オキワカ 1972 栗毛                 | 母の父*リマンド Remand 1965 栗毛 | Admonish               | Palestine              | Palestine        |
| 母 オキワカ 1972 栗毛                 | 母の父*リマンド Remand 1965 栗毛 | Admonish               | Warning                |                  |
| 母 オキワカ 1972 栗毛                 | 母の母ワカクモ 1963 鹿毛         | *カバーラップ二世      | Cover Up               | Cover Up         |
| 母 オキワカ 1972 栗毛                 | 母の母ワカクモ 1963 鹿毛         | *カバーラップ二世      | Betty Martin           |                  |
| 母 オキワカ 1972 栗毛                 | 母の母ワカクモ 1963 鹿毛         | *丘高                  | *セフト                | *セフト          |
| 母 オキワカ 1972 栗毛                 | 母の母ワカクモ 1963 鹿毛         | *丘高                  | 月丘                   |                  |
| 母系(F-No.)                           | 3号族(FN:F3)                     | 3号族(FN:F3)           | 3号族(FN:F3)           | [ § 3 ]          |
| 5代内の近親交配                       | Fair Trial5×5×5＝9.38%           | Fair Trial5×5×5＝9.38% | Fair Trial5×5×5＝9.38% | [ § 4 ]          |
| 出典                                  | 1. 2. 3. 4.                      | 1. 2. 3. 4.            | 1. 2. 3. 4.            | 1. 2. 3. 4.      |

- 母オキワカはテンポイントの1歳上の半姉。